# Lowell Reed
Lowell Jacob Reed (Berlin, Nova Hampshire, 8 de janeiro de 1886 – 29 de abril de 1966) foi um bioestatístico e administrador da saúde pública estadunidense, o 7.º presidente da Universidade Johns Hopkins.

## Biografia
Filho de Jason Reed, carpinteiro e fazendeiro, e Louella Coffin Reed.
Teve uma longa carreira como cientista pesquisador em bioestatística e administração de saúde pública em Hopkins, onde foi reitor e diretor da Escola de Saúde Pública e, posteriormente, vice-presidente encarregado das atividades médicas. Foi palestrante convidado do Congresso Internacional de Matemáticos em Toronto (1924). Em 1927 foi eleito fellow da American Statistical Association. Como pesquisador, desenvolveu uma técnica estatística bem conhecida para estimar a dose efetiva (ED-50) e seu trabalho com o epidemiologista Wade Hampton Frost nos modelos de epidemia de Reed-Frost também é bem conhecido. Ele morreu em Berlin, Nova Hampshire, em 1966.
Lowell Reed frequentou a University of Maine, graduando-se em 1907 em engenharia elétrica. Em 1915, ele obteve um PhD em matemática na Universidade da Pensilvânia. Logo após a entrada dos EUA na guerra em 1917, ele se tornou Chefe do Bureau de Tabulação e Estatísticas do Conselho de Comércio de Guerra (tradução livre do inglês: Chief of the Bureau of Tabulation and Statistics of the War Trade board). Ele chegou à Universidade Johns Hopkins em 1918, onde organizou o Departamento de Biometria e Estatística Vital na Escola de Higiene e Saúde Pública (agora Escola de Saúde Pública Bloomberg) e recebeu o título de "bioestatístico". Tornou-se presidente desse departamento em 1926 e, em 1947, foi nomeado vice-presidente encarregado das atividades médicas.
Lowell Reed também serviu como Reitor da Escola de Saúde Pública de 1937 a 1946, Vice-Presidente da Universidade de 1946 a 1949 e tornou-se Vice-Presidente do Hospital Johns Hopkins em 1949.Reed se aposentou do corpo docente Hopkins em junho de 1953, apenas para ser chamado de volta mais tarde naquele verão para servir como presidente quando Detlev Bronk partiu para a Universidade Rockefeller.
Reed se aposentou pela segunda e última vez em 1956, sendo sucedido como presidente por Milton S. Eisenhower. Retornando à sua fazenda em Shelbourne, Nova Hampshire, onde retomou seus hobbies de marcenaria e fotografia. Ele desfrutou de uma aposentadoria ativa até sua morte em 28 de abril de 1966 com 80 anos.

## Publicações selecionadas
- com Raymond Pearl: "On the rate of growth of the population of the United States since 1790 and its mathematical representation." Proceedings of the National Academy of Sciences 6, no. 6 (1920): 275–288.
- com Raymond Pearl: "Skew-growth curves." Proceedings of the National Academy of Sciences 11, no. 1 (1925): 16–22.
- com Raymond Pearl: "On the summation of logistic curves." Journal of the Royal Statistical Society 90, no. 4 (1927): 729–746. doi:10.2307/2341367
- com Hugo Muench: "A simple method of estimating fifty per cent endpoints." American journal of epidemiology 27, no. 3 (1938): 493–497.
- com Margaret Merrell: "A short method for constructing an abridged life table." American Journal of Hygiene 30 (1939).
- com Raymond Pearl and Joseph F. Kish: "The logistic curve and the census count of 1940." Science (New York, NY) 92, no. 2395 (1940): 486–488. doi:10.1126/science.92.2395.486